# Cyryl V (patriarcha Konstantynopola)
Cyryl V Karakallos, gr. Κύριλλος Ε΄ Καράκαλλος (zm. 27 lipca 1775) – ekumeniczny patriarcha Konstantynopola w latach 1748–1751 i 1752–1757.

## Życiorys
Urodził się na Peloponezie. Pierwszy raz był patriarchą od 28 września 1748 do końca maja 1751 r. Drugi raz panował od 7 września 1752 do 16 stycznia 1757 r. Uchodzi za postać kontrowersyjną ze względu na jego stosunek do sakramentu chrztu. Uważał iż chrzest w obrządku katolickim i ormiańskim jest nieważny. Zmarł 27 lipca 1775 r.